# Xã Garden Prairie, Quận Brown, South Dakota
Xã Garden Prairie (tiếng Anh: Garden Prairie Township) là một xã thuộc quận Brown, tiểu bang Nam Dakota, Hoa Kỳ. Năm 2010, dân số của xã này là 188 người.